# Petr Buzek
Pour les articles homonymes, voir Buzek.
Petr Buzek (né le 26 avril 1977 à Jihlava en Tchécoslovaquie aujourd'hui ville de Tchéquie) est un ancien joueur de hockey sur glace.

## Carrière
Buzek joue son hockey junior pour sa ville natale et en 1994-95, il rejoint le HC Dukla Jihlava de l’Extraliga où il joue 43 parties.
Surnommé The Bionic Buzek par ses amis et anciens coéquipiers, il est le choix de 3e ronde des Stars de Dallas (le 63e au total) au repêchage d'entrée dans la LNH en 1995. Il était classé dans les 10 premiers des joueurs à être repêchés cette année-là mais trois jours avant la séance de repêchage, Buzek est victime d'un grave accident de la route qui passe près de lui faire perdre la vie.
L'accident arrive la nuit du 3 juin 1995. En retournant chez lui, il s'endort au volant de son véhicule et il heurte de plein fouet un arbre. Un ami qui est à bord avec lui a le nez brisé, mais Buzek perd conscience, a les deux jambes fracturées, la rotule droite brisée, un poignet cassé, la pommette rompue, le nez cassé et il subit également une fracture à la tête. Il avoue ne pas avoir porté sa ceinture de sécurité et est très chanceux d'être encore en vie. Il ne reprend connaissance que trois jours plus tard et une des premières choses que les médecins lui annoncent, est qu'il doit se préparer à passer le reste de ses jours en chaise roulante.
À la surprise de tous, il est tout de même repêché, les Stars croyant en lui l'encouragent en défrayant les coûts de chirurgie dont Buzek a besoin. Le Buzek bionique voit sa réhabilitation se prolonger sur un an et parvient en 1996-97 à jouer 67 rencontres avec les K-Wings du Michigan, le club-école des Stars dans la ligue internationale de hockey.
Le cabinet de médecin de la ligue le laisse jouer bien qu'il ait alors un plâtre et 10 vis dans sa jambe gauche, un plâtre et 7 vis dans sa cheville droite, deux vis dans son genou droit et deux autres vis dans son poignet gauche. Non seulement il réussit à récupérer de cet accident mais il réussit également à s'élever au niveau de la Ligue nationale de hockey.
Le 25 juin 1999, il est réclamé par les Thrashers d'Atlanta au repêchage d'expansion, ce qui lui permet de passer la saison 1999-2000 au complet dans la LNH, jouant 63 matchs. Le défenseur ajoute également un côté offensif à son jeu en inscrivant un total de 19 points et ces performances font de lui le premier joueur de l'histoire des Thrashers à participer à un Match des étoiles, lors de la 50e édition en 2000. Il manque la majorité de la saison suivante en raison d'une blessure au cou subie le 17 octobre 2000 contre les Mighty Ducks d'Anaheim.
Au niveau international, il rejoint l'équipe nationale de République tchèque et participe au championnat du monde junior des moins de 20 ans et au championnat du monde junior en 1995. Il est également membre de l'équipe nationale tchèque qui remporta la médaille d'or au championnat du monde en 2000.
En 2004, les Thrashers l'envoient ainsi que leur choix de 6e ronde au repêchage de 2004 (Adam Pardy) aux Flames de Calgary en retour de Jeff Cowan et des droits sur Kurtis Foster. Il joue durant deux saisons avec les Flames avant de retourner en République tchèque où il jouera pour 3 équipes en deux ans avant de se joindre au HC Slovan Bratislava.
Il se retire de la compétition à l'été 2006.

## Statistiques
| Saison           | Équipe                  | Ligue            |                       | Saison régulière      | Saison régulière      | Saison régulière      | Saison régulière      | Saison régulière      | Saison régulière |   | Séries éliminatoires | Séries éliminatoires | Séries éliminatoires | Séries éliminatoires | Séries éliminatoires | Séries éliminatoires |
| Saison           | Équipe                  | Ligue            | PJ                    | B                     | A                     | Pts                   | Pun                   | +/-                   | PJ               | B | A                    | Pts                  | Pun                  | +/-                  |                      |                      |
| 1994-1995        | HC Dukla Jihlava        | Extraliga tch.   | 43                    | 2                     | 5                     | 7                     | 47                    | --                    | 2                | 0 | 0                    | 0                    | 2                    | --                   |                      |                      |
| 1995             | République tchèque      | CM Jr.           | 7                     | 2                     | 2                     | 4                     | 10                    | --                    | —                | — | —                    | —                    | —                    | —                    |                      |                      |
| 1995-1996        | K-Wings du Michigan     | LIH              | N'a pas joué - Blessé | N'a pas joué - Blessé | N'a pas joué - Blessé | N'a pas joué - Blessé | N'a pas joué - Blessé | N'a pas joué - Blessé |                  |   |                      |                      |                      |                      |                      |                      |
| 1996-1997        | K-Wings du Michigan     | LIH              | 67                    | 4                     | 6                     | 10                    | 48                    | --                    | —                | — | —                    | —                    | —                    | —                    |                      |                      |
| 1997-1998        | Stars de Dallas         | LNH              | 2                     | 0                     | 0                     | 0                     | 2                     | 1                     | —                | — | —                    | —                    | —                    | —                    |                      |                      |
| 1997-1998        | K-Wings du Michigan     | LIH              | 60                    | 10                    | 15                    | 25                    | 58                    | -13                   | 2                | 0 | 1                    | 1                    | 17                   | --                   |                      |                      |
| 1998-1999        | Stars de Dallas         | LNH              | 2                     | 0                     | 0                     | 0                     | 2                     | 0                     | —                | — | —                    | —                    | —                    | —                    |                      |                      |
| 1998-1999        | K-Wings du Michigan     | LIH              | 74                    | 5                     | 14                    | 19                    | 68                    | -16                   | 5                | 0 | 0                    | 0                    | 10                   | --                   |                      |                      |
| 1999-2000        | Thrashers d'Atlanta     | LNH              | 63                    | 5                     | 14                    | 19                    | 41                    | -22                   | —                | — | —                    | —                    | —                    | —                    |                      |                      |
| 2000             | République tchèque      | CM               | 9                     | 1                     | 3                     | 4                     | 24                    | --                    | —                | — | —                    | —                    | —                    | —                    |                      |                      |
| 2000-2001        | Thrashers d'Atlanta     | LNH              | 5                     | 0                     | 0                     | 0                     | 8                     | 2                     | —                | — | —                    | —                    | —                    | —                    |                      |                      |
| 2001-2002        | Thrashers d'Atlanta     | LNH              | 9                     | 0                     | 0                     | 0                     | 13                    | -4                    | —                | — | —                    | —                    | —                    | —                    |                      |                      |
| 2001-2002        | Flames de Calgary       | LNH              | 32                    | 1                     | 3                     | 4                     | 14                    | 4                     | —                | — | —                    | —                    | —                    | —                    |                      |                      |
| 2001-2002        | Wolves de Chicago       | LAH              | 4                     | 0                     | 1                     | 1                     | 2                     | 3                     | —                | — | —                    | —                    | —                    | —                    |                      |                      |
| 2002-2003        | Flames de Calgary       | LNH              | 44                    | 3                     | 5                     | 8                     | 14                    | -6                    | —                | — | —                    | —                    | —                    | —                    |                      |                      |
| 2003-2004        | HC Sparta Prague        | Extraliga tch.   | 5                     | 0                     | 0                     | 0                     | 10                    | --                    | —                | — | —                    | —                    | —                    | —                    |                      |                      |
| 2004-2005        | HC Dukla Jihlava        | Extraliga tch.   | 34                    | 0                     | 2                     | 2                     | 38                    | --                    | —                | — | —                    | —                    | —                    | —                    |                      |                      |
| 2004-2005        | HC Chemopetrol Litvínov | Extraliga tch.   | 7                     | 0                     | 2                     | 2                     | 6                     | --                    | —                | — | —                    | —                    | —                    | —                    |                      |                      |
| 2005-06          | HC Slovan Bratislava    | Extraliga slo.   | 12                    | 0                     | 0                     | 0                     | 28                    | --                    | —                | — | —                    | —                    | —                    | —                    |                      |                      |
| Totaux LNH       | Totaux LNH              | Totaux LNH       | 157                   | 9                     | 22                    | 31                    | 94                    | -25                   | —                | — | —                    | —                    | —                    | —                    |                      |                      |
| Totaux LIH       | Totaux LIH              | Totaux LIH       | 201                   | 19                    | 35                    | 54                    | 174                   | --                    | 7                | 0 | 1                    | 1                    | 27                   | --                   |                      |                      |
| Totaux Extraliga | Totaux Extraliga        | Totaux Extraliga | 101                   | 2                     | 9                     | 11                    | 129                   | --                    | 2                | 0 | 0                    | 0                    | 2                    | --                   |                      |                      |

## Honneurs et trophées
Ligue nationale de hockey
- Participe au Match des étoiles en 2000.

Championnat du monde de hockey sur glace
- Vainqueur de la Médaille d'or en 2000.

## Transactions en carrière
- 1995, repêché par les Stars de Dallas.
- 25 juin 1999, réclamé lors du repêchage d'expansion des Thrashers d'Atlanta.
- 18 décembre 2001, échangé aux Flames de Calgary avec le choix de sixième ronde des Thrashers au repêchage de 2004 (Jeff Pardy) en retour de Jeff Cowan et des droits sur Kurtis Foster.
- 20 octobre 2003, cédé au HC Sparta Prague (Extraliga Tch.) par Calgary.
- septembre 2004, signe à titre d'agent libre avec le HC Dukla Jihlava (Extraliga Tch.).
- 9 janvier 2005, signe à titre d'agent libre avec le HC Chemopetrol Litvínov (Extraliga Tch.).

### Référence
1. ↑  (en) Historique de carrière et sa blessure sur http://www.legendsofhockey.net
2. ↑  (en) « Petr Buzek hockey statistics & profile », sur The Internet Hockey Database
3. ↑  « Petr Buzek - Statistiques », sur www.nhl.com.